# Osirini
Gli Osirini Handlirsch, 1925 sono una tribù di imenotteri apoidei cleptoparassiti della famiglia Apidae.

## Descrizione
Il tratto caratteristico di questa tribù è la presenza di un piccolo sclerite incorporato nella membrana cervicale.
Le femmine sono prive delle tipiche strutture per la raccolta del polline degli apoidei.

## Biologia
Hanno un comportamento cleptoparassita, cioè depongono le uova nei nidi di altre specie, facendo sviluppare le proprie larve a spese delle riserve dell'ospite. La gran parte degli Osirini parassita i nidi di specie della tribù Tapinotaspidini (Apidae), con l'eccezione del genere Epeoloides, che depone le uova nei nidi di Macropis spp. (Melittidae).

## Distribuzione
La tribù è distribuita quasi esclusivamente nell'ecozona neartica e neotropicale, con l'eccezione del genere Epeoloides, che è presente con 1 specie in Nord America e 1 specie in Europa.

## Tassonomia
La tribù Osirini comprende i seguenti generi:
- Epeoloides Giraud, 1863 (2 spp.)
- Osirinus Roig-Alsina, 1989
- Osiris Smith, 1854
- Parepeolus Ducke, 1912
- Protosiris Roig-Alsina, 1989